# Залесье (Сямженский район)
Залесье — деревня в Сямженском районе Вологодской области.
Входит в состав Житьёвского сельского поселения, с точки зрения административно-территориального деления — в Житьёвский сельсовет.
Расстояние по автодороге до районного центра Сямжи — 20 км, до центра муниципального образования Житьёва — 4 км. Ближайшие населённые пункты — Алексеевская, Пигалева Горка, Завозиха.
По переписи 2002 года население — 21 человек (10 мужчин, 11 женщин). Всё население — русские.